# Focus (programa de televisión)
Focus fue un programa de televisión que se emitió en el canal Cuatro entre el 6 de marzo y el 31 de julio de 2023.

## Formato
Con el periodismo de investigación y de denuncia, Focus pone el foco en distintos temas de actualidad abordadas con un enfoque diferenciado, original y alternativo. Por primera vez se prescinde de la figura de presentador, aunque sí que hay reporteros y narradores que cuentan cada uno de los temas.
En cada entrega nos encontramos con tres o cuatro reportajes que tienen una duración de entre 15 y 20 minutos. Cada reportaje parte de la premisa de que vivimos en un contexto de sobrecarga informativa, por lo que pretende dirigir el objetivo al núcleo de las historias más relevantes y conocer las claves principales, además de los motivos y las consecuencias de cada uno de ellos.

## Equipo

### Presentadores/as
| Ana Francisco | Presentadora y periodista |  |  |

### Colaboradores/as
|                 | Información                                         |
| --------------- | --------------------------------------------------- |
| Antonio Montero | Periodista y paparazzi                              |
| Pilar Vidal     | Periodista, columnista y colaboradora de televisión |
| Silvia Taulés   | Periodista y escritora                              |
| Javier Aroca    | Lincenciado en Derecho y antropólogo                |
| David González  | Periodista de investigación y Casa Real             |

## Temporadas y programas
| Temporada | Temporada | Episodios | Estreno            | Final               | Audiencia media |
| --------- | --------- | --------- | ------------------ | ------------------- | --------------- |
|           | 1         | 22        | 6 de marzo de 2023 | 31 de julio de 2023 | 414 000 (4,2%)  |

### Audiencias
| 1  | 06/03/2023 | 717 000 (6,4%) |
| 2  | 13/03/2023 | 404 000 (3,8%) |
| 3  | 20/03/2023 | 551 000 (4,9%) |
| 4  | 27/03/2023 | 345 000 (3,2%) |
| 5  | 03/04/2023 | 546 000 (4,9%) |
| 6  | 10/04/2023 | 462 000 (4,1%) |
| 7  | 17/04/2023 | 480 000 (4,1%) |
| 8  | 24/04/2023 | 313 000 (3,6%) |
| 9  | 01/05/2023 | 303 000 (3,6%) |
| 10 | 08/05/2023 | 255 000 (3,1%) |
| 11 | 15/05/2023 | 254 000 (3,1%) |
| 12 | 22/05/2023 | 326 000 (3,9%) |
| 13 | 29/05/2023 | 334 000 (4,0%) |
| 14 | 05/06/2023 | 403 000 (3,9%) |
| 15 | 12/06/2023 | 450 000 (4,5%) |
| 16 | 19/06/2023 | 465 000 (4,6%) |
| 17 | 26/06/2023 | 465 000 (5,0%) |
| 18 | 03/07/2023 | 482 000 (5,1%) |
| 19 | 04/07/2023 | 323 000 (3,2%) |
| 20 | 17/07/2023 | 430 000 (4,9%) |
| 21 | 24/07/2023 | 387 000 (3,9%) |
| 22 | 31/07/2023 | 420 000 (4,6%) |